# Bulbophyllum filicoides
Bulbophyllum filicoides är en orkidéart som beskrevs av Oakes Ames. Bulbophyllum filicoides ingår i släktet Bulbophyllum och familjen orkidéer. Inga underarter finns listade i Catalogue of Life.